# オリバシウス

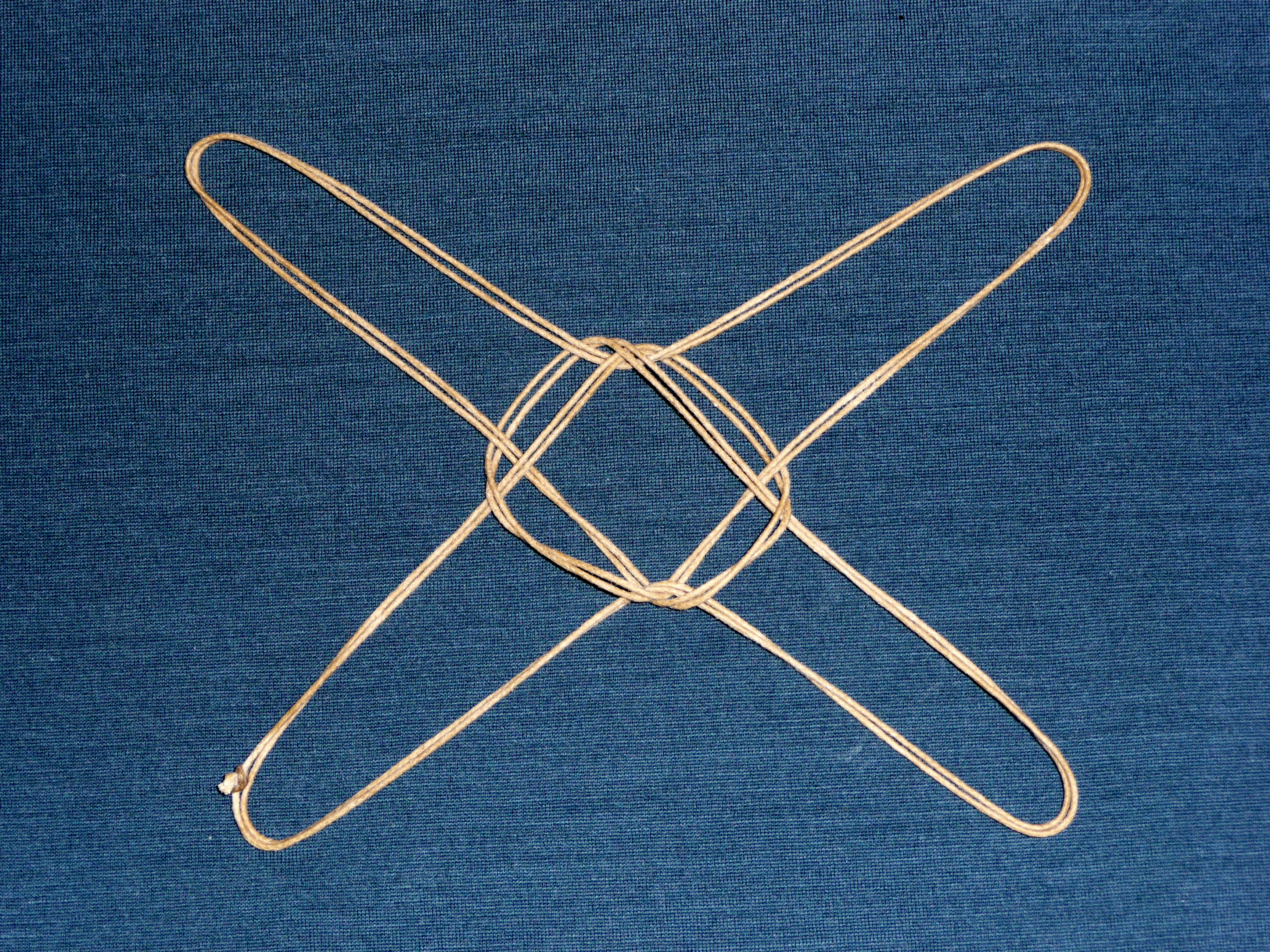
ギリシア人医師ヘラクラスの説明に基づく「菱結び」（「プリンティオス・ブロコス」）の図。骨折した顎を固定する目的で使用される。オリバシウスの抜粋によって現代に伝わる。

オリバシウス（ラテン語：Oribasius）、オリバシオスまたはオレイバシオス（古代ギリシア語: Ὀρειβάσιος; 320年 – 403年）は、ギリシアの医学者であり、ローマ皇帝背教者ユリアヌスの侍医。彼はユリアヌスに仕える前に、キュプロスの医師ゼノンの下、アレクサンドリアで勉強した。彼は361年にユリアヌスの即位に関与し、363年にユリアヌスが死ぬまでこの皇帝のもとに留まった。この出来事をきっかけに、オリバシウスはしばらくの間外国の宮廷に追放されたが、後に皇帝ウァレンスによって呼び戻された。

## 作品
オリバシウスの主要な作品は以下の2つである。
- 後2世紀の医学者ガレノスの著作からの抜粋集
- 『医学集成』（Ἰατρικαὶ Συναγωγαί, Iatrikai Synagogai; ラテン語: Collectiones medicae）

『医学集成』は古代世界の医学者が執筆した作品からの抜粋を集めたものである。70巻（または72巻）から成るが、25冊しか現存していない。本書には「あやとり」についての現存する最古の記述が収められている（『医学集成』48巻「ヘラクラスから」）。これは紀元100年頃のギリシア人医師ヘラクラスが記した医学書からの抜粋で、それによればプリンティオス・ブロコス（Plinthios Brokhos, 菱結び）は骨折した顎を固定するために用いられたという。
他に、全9巻からなる初学者向けの医学書『エウスタティオスのための梗概』(Synopsis ad Eustathium filium) がある。

聖人伝によると、オリバシウスは362年に、背教者ユリアヌスのために、当時は荒廃したデルポイの神託所を訪れ、皇帝の奉仕を神殿に提供し、その見返りとして、デルポイのピューティアーから神託を受け取った。
王様に言ってください、素晴らしいホールが地面に倒れました。
ポイポスはもはや彼の家も予言する月桂樹も持っていません、
よく話すことも。話す水が乾きました。
 — Passio Artemii 96.1284.45–7、 Cedrenus 1.532.8–10）